# Marius Goring
Marius Goring (23 de mayo de 1912 - 30 de septiembre de 1998) fue un actor teatral y cinematográfico británico. Es sobre todo recordado por los cuatro filmes en los que actuó bajo la dirección de Michael Powell y Emeric Pressburger, particularmente A Matter of Life and Death y Las zapatillas rojas. A lo largo de su carrera interpretó con frecuencia a personajes franceses y alemanes.

## Biografía
Nacido en Newport, Isla de Wight (Inglaterra), sus padres eran Charles Goring y Kate Macdonald. Tras estudiar en la Perse School de Cambridge, donde hizo amistad con el futuro documentalista Humphrey Jennings, cursó estudios en las Universidades de Cambridge, Fráncfort del Meno, Múnich, Viena y París.
Su primera actuación profesional tuvo lugar en 1927. En su carrera teatral inicial actuó en el Teatro Old Vic, en el Sadler's Wells, en Stratford-upon-Avon y tomó parte en diversas giras por Europa, pues además dominaba el francés y el alemán. Su primera actuación en el West End londinense llegó en 1934 en el Teatro Shaftesbury con la obra de Harley Granville-Barker The Voysey Inheritance. En la década de 1930, actuó en diversas obras de Shakespeare, Noche de reyes (1937), Macbeth y Romeo y Julieta, además de la pieza de Richard Brinsley Sheridan The School for Scandal.
En 1929 fue miembro fundador de la British Actors' Equity Association, el sindicato de actores, siendo su presidente entre 1963 y 1965, y de nuevo entre 1975 y 1982. La relación de Goring con su sindicato fue tensa, llevándolo a litigio en tres ocasiones. Además, en 1992 intentó, sin éxito, finalizar el bloqueo en la venta de programas radiofónicos y televisivos a Sudáfrica, entonces todavía con el régimen del apartheid.
Durante la Segunda Guerra Mundial se unió al Ejército Británico, siendo supervisor de producciones radiofónicas de la BBC retransmitidas a Alemania. También continuó actuando, aunque bajo el nombre de Charles Richardson, para evitar la asociación de su apellido con Hermann Göring. En 1941 se casó con su segunda esposa, la actriz Lucie Mannheim. Mannheim falleció en 1976, y al año siguiente Goring se casó con la productora televisiva Prudence Fitzgerald.
Entre sus papeles televisivos figuran los siguientes: Sir Percy Blakeney en The Scarlet Pimpernel (ITC Entertainment, 1955), serie que también coescribió y produjo; Theodore Maxtible en el capítulo de Doctor Who The Evil of the Daleks (BBC, 1967); papel principal en The Expert (BBC, 1968-1976); Jorge V del Reino Unido en Edward and Mrs Simpson (Thames Television, 1980); y The Old Men at the Zoo (BBC, 1983).
En el espectáculo de luz y sonido que se exhibe con regularidad en la Mezquita Azul de Estambul, Turquía, la voz del narrador es la de Goring.
Fue nombrado miembro de número de la Royal Society of Literature en 1979, y recompensado con la Orden del Imperio Británico en 1991.
Marius Goring falleció a causa de un cáncer en 1998 en Heathfield, Inglaterra. Tenía 86 años de edad. Fue enterrado en la Iglesia de St. Mary, en Warbleton, Inglaterra.

## Filmografía seleccionada
- Flying Fifty-Five (1939)
- El espía negro (1939)
- A vida o muerte (1946)
- Mr Perrin and Mr Traill (1948)
- Las zapatillas rojas (1948)
- Odette (1950)
- Highly Dangerous, de Roy Ward Baker (Armas secretas, 1950)
- Pandora y el holandés errante (1951)
- Circle of Danger (1951)
- So Little Time (Yo no soy una heroína, 1952)
- The Man Who Watched the Trains Go By, de Harold French (1952)
- La condesa descalza (1954)
- Break in the Circle (1955)
- The Adventures of Quentin Durward (1955)
- Emboscada nocturna (1957)
- The Moonraker (1958)
- Yo fui el doble de Montgomery (1958)
- Desert Mice (1959)
- The Angry Hills, de Robert Aldrich (Traición en Atenas, 1959)
- The Unstoppable Man (1960)
- Éxodo (1960)
- The Devil's Daffodil (1961)
- The Inspector (1962)
- La chica de la motocicleta, de Jack Cardiff (1968)
- First Love, de Maximilian Schell (1970)